# Alamis marginata
Alamis marginata är en fjärilsart som beskrevs av W. Warren 1913. Alamis marginata ingår i släktet Alamis och familjen nattflyn. Inga underarter finns listade i Catalogue of Life.